# Instituto de Inteligencia de las Fuerzas Armadas
El Instituto de Inteligencia de las Fuerzas Armadas "Sargento Mayor Don José Antonio Álvarez de Condarco" (IIFA) es un instituto militar del Estado Mayor Conjunto de las Fuerzas Armadas con sede en Palermo y bajo la dependencia de la Facultad Militar Conjunta de la Universidad de la Defensa Nacional (UNDEF).

## Reseña
Fue pasado en 2015 a la órbita de la unidad académica de formación militar conjunta de la Universidad de la Defensa Nacional (UNDEF) y desde 2020 en adelante a la Facultad Militar Conjunta.
El instituto militar impulsa la formación del personal militar en inteligencia militar en la educación conjunta para las necesidades de la defensa nacional.